# Sercan Kaya
Sercan Kaya (* 15. März 1988 in Izmir) ist ein türkischer Fußballspieler.

## Karriere

### Verein
Kaya spielte in seiner Jugend für Bucaspor. Vor dem Beginn der Saison 2006/07 wurde er aus der Jugendmannschaft in die Profimannschaft berufen und spielte für Bucaspor vier Jahre lang. Während dieser Zeit gelang ihm mit dem Verein der Aufstieg in die Süper Lig, jedoch stieg man nach der ersten Saison, im Mai 2011, wieder ab. Der Mittelfeldspieler überzeugte trotzdem mit seiner Leistung einige Vereine und entschied sich fortan für Trabzonspor zu spielen. Sein Debüt für Trabzonspor gab Kaya am 11. Januar 2012 gegen Istanbul Güngörenspor im türkischen Fußballpokal. Er erzielte im gleichen Spiel sein erstes Tor für Trabzon.
In der Wintertransferperiode 2012/13 wechselte er gemeinsam mit seinem Teamkollegen Eren Albayrak zum Zweitligisten Çaykur Rizespor.
Im Sommer 2016 verließ er nach drei Jahren Rizespor und heuerte stattdessen beim Zweitligisten Adana Demirspor an. Bereits nach seiner Saison zog er innerhalb der TFF 1. Lig zu MKE Ankaragücü weiter. Noch innerhalb der gleichen Transferperiode verließ Kaya nach zwei Ligaeinsätzen die Hauptstädter wieder und wechselte zum Ligarivalen Adanaspor.

### Nationalmannschaft
Sercan Kaya spielte zweimal für die türkische U-20-Auswahl.